# Samuel T. Day
Samuel T. Day (* um 1828 im Hanover County, Virginia; † 26. Dezember 1877 im Caldwell County, Texas) war ein US-amerikanischer Plantagenbesitzer, Arzt und Politiker. Zwischen 1871 und 1873 war er Vizegouverneur des Bundesstaates Florida.

## Werdegang
Über die Jugend und Schulausbildung von Samuel Day ist nichts überliefert. Er wurde in Virginia geboren und kam dann nach Florida. Im Jahr 1856 kandidierte er für das dortige Repräsentantenhaus. Während des Bürgerkrieges war er ein Anhänger der Union. Nach dem Krieg war er in Florida am Aufbau der Republikanischen Partei beteiligt. In den Jahren der Reconstruction ging es in der Politik dieses Staates zeitweise turbulent her. Im Jahr 1870 kam es zu einer Sonderwahl für das Amt des Vizegouverneurs, nachdem die Rechtmäßigkeit der Amtsübernahme von Edmund C. Weeks in Frage gestellt worden war. Dieser war nicht gewählt, sondern vom Gouverneur ernannt worden. Die nun folgende Sonderwahl war von Gewaltausschreitungen überschattet. Umstrittener Sieger der Wahl war Samuel Day, der nun offizieller Vertreter von Gouverneur Harrison Reed war. Gleichzeitig lief auch noch eine Wahlanfechtung gegen Days Wahl, über die aber erst im Juni 1872 entschieden wurde. Auch diese Entscheidung war kontrovers. Days Gegner, der spätere Gouverneur William D. Bloxham, wurde zwar zum Sieger der Wahl erklärt. Er konnte trotzdem nicht das Amt des Vizegouverneurs antreten, weil die Republikaner die Wahl nicht anerkannten und mit ihrer Mehrheit in der Staatslegislative den Amtsantritt Bloxhams verhinderten.
Im Jahr 1872 lief ein Amtsenthebungsverfahren gegen Gouverneur Reed. Dadurch sah sich Day fast schon im Amt des Gouverneurs. Als Reed freigesprochen wurde, platzte auch Days Traum von der Amtsübernahme. Später zog er in das Caldwell County in Texas, wo er am 26. Dezember 1877 verstarb.